# Cheyenne de la Violle
Cheyenne de la Violle (né le 24 mars 2012 à Uxegney) est un cheval hongre de robe baie inscrit au stud-book du Selle français, monté en saut d'obstacles par Éric Lelièvre puis par le Brésilien Yuri Mansur. 
Avec Lelièvre, Cheyenne de la Violle est double champion de France des jeunes chevaux de saut d'obstacles, en 2018 et 2019.

## Histoire
Cheyenne de la Violle naît le 24 mars 2012 à la société civile d'exploitation agricole « Jumenterie de la Violle », située à Uxegney dans le département des Vosges, en France,, et gérée par Sandra Périni et Hugues Bonvallot. Son naisseur, Hugues Bonvallot, est aussi longuement resté son copropriétaire.
Monté et entraîné par Éric Lelièvre, il est sacré champion de France des jeunes chevaux de saut d'obstacles deux années de suite pendant la Grande semaine de Fontainebleau, à six et à sept ans, un doublé considéré comme très rare dans l'histoire des championnats de France pour jeunes chevaux. Lelièvre le monte jusque durant l'été 2021, jusqu'au niveau 1,50 m. Le cavalier colombien René Lopez acquiert alors 50 % de la propriété du hongre Selle Français et le monte à des niveaux 1,50 m - 1,55 m, en concours de saut international (CSI) 4 et 5 étoiles. Cheyenne est repéré par le cavalier brésilien Yuri Mansur cette même année.
En octobre 2022, il devient l'une des montures de Yuri Mansur et rejoint ses écuries néerlandaises,.

## Description

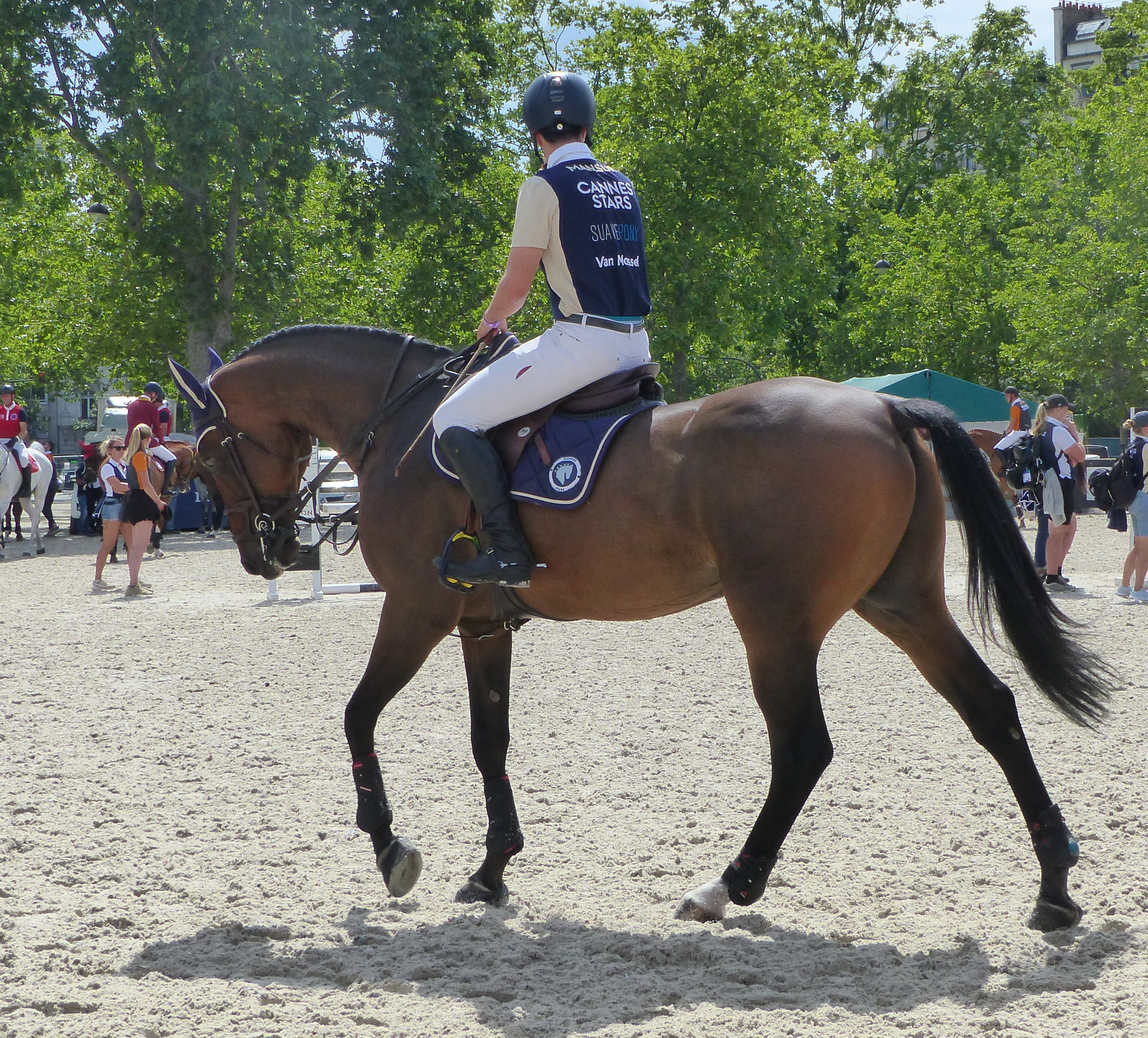
Cheyenne de la Violle monté par Yuri Mansur au Paris Eiffel Jumping de 2023.

Cheyenne de la Violle est un hongre de robe baie, inscrit au stud-book du Selle français. Il mesure 1,70 m.
Son éleveur Hugues Bonvallot, qui élève des chevaux depuis une trentaine d'années, le décrit comme « le meilleur cheval de [son] élevage », mais aussi comme un cheval délicat à monter, doté d'énormément de sang et de force. Yuri Mansur le décrit comme un cheval doté d'énormément de qualités et d'intelligence, qui ne veut pas toucher les obstacles lorsqu'il saute.

## Palmarès
Il atteint un indice de saut d'obstacles (ISO) de 159 en 2023.
- 2018 : champion de France des chevaux de saut d'obstacles de 6 ans[8] ;
- 2019 : champion de France des chevaux de saut d'obstacles de 7 ans[8],[9].

## Origines
Cheyenne de la Violle présente des origines françaises et belges, notamment issues de l’élevage Blin Lebreton. C'est un fils de l'étalon de sport belge Nabab de Rêve, et d'une jument Selle français à moitié belge, Taquine Line, par Utah Van Erpekom,. Il compte 46 % d'ancêtres Pur-sang selon le calcul de l'Institut français du cheval et de l'équitation.